# 诺玛法
诺玛法（Normafa）是匈牙利布达山脉的热门旅游景点，主要以其全景风光和清新的空气而闻名，属于布达佩斯第十二区（山地区）。

## 名称
诺玛法这个名字来源于“诺玛树”。据称，这棵山毛榉树是国王马加什一世在 15 世纪种植的。这个名称出自一次现场表演，由歌剧歌手、匈牙利国家剧院的表演者罗萨莉亚·克莱因·肖德尔（Rozália Klein Schodel），对温琴佐·贝利尼的歌剧《诺尔玛》中卡瓦蒂娜（Cavatina）的演绎。 这棵树本身于1927年6月19日早上倒下。加博尔·德韦塞里（Gábor Devecseri）写了一首诗来纪念这棵树。

## 地理
山的高度为477米。它将 Svábhegy 和雅诺什山与狭长的诺玛法高原连接起来。整个区块的地层单位为达赫斯坦组。

## 酒店

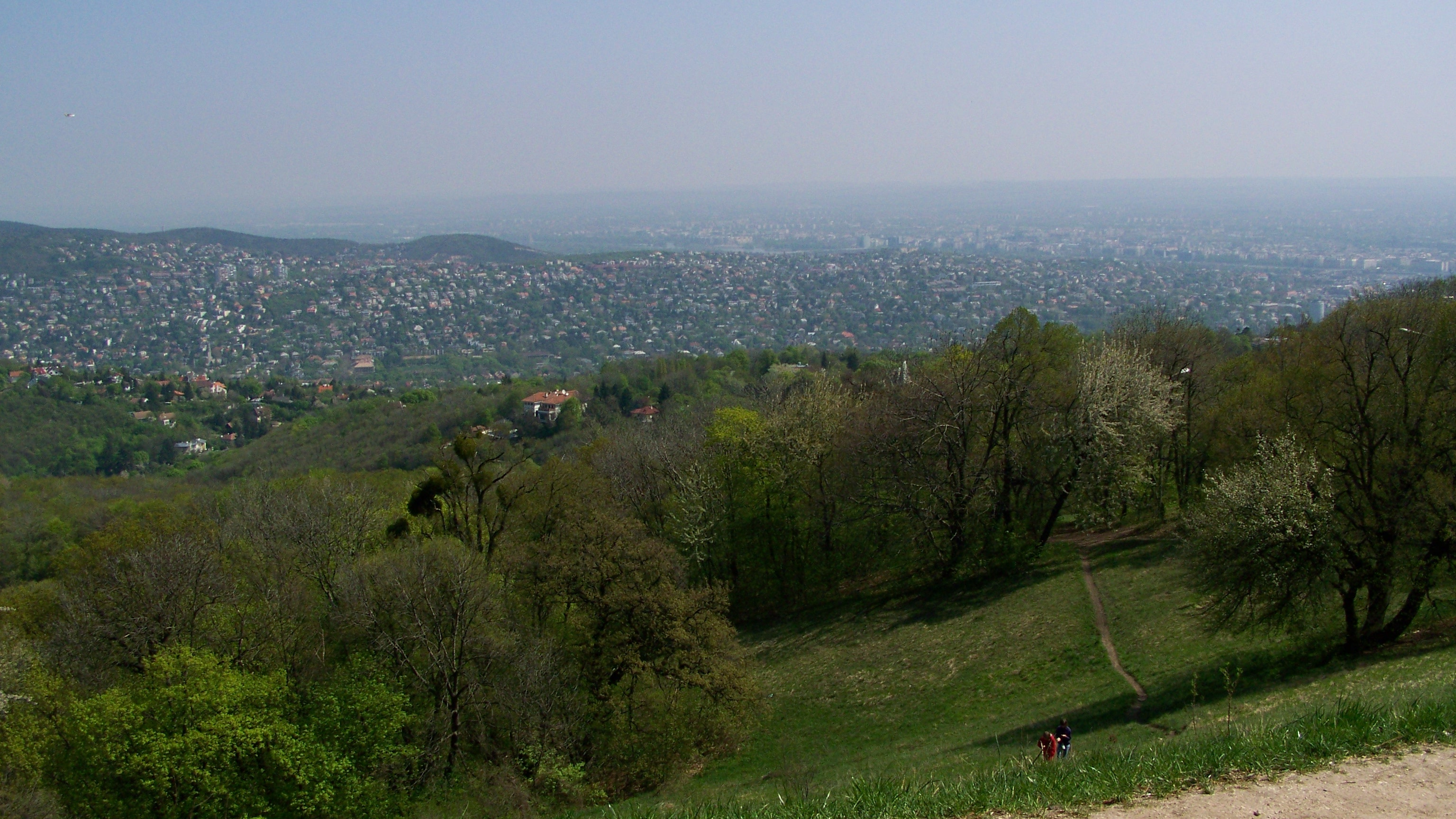
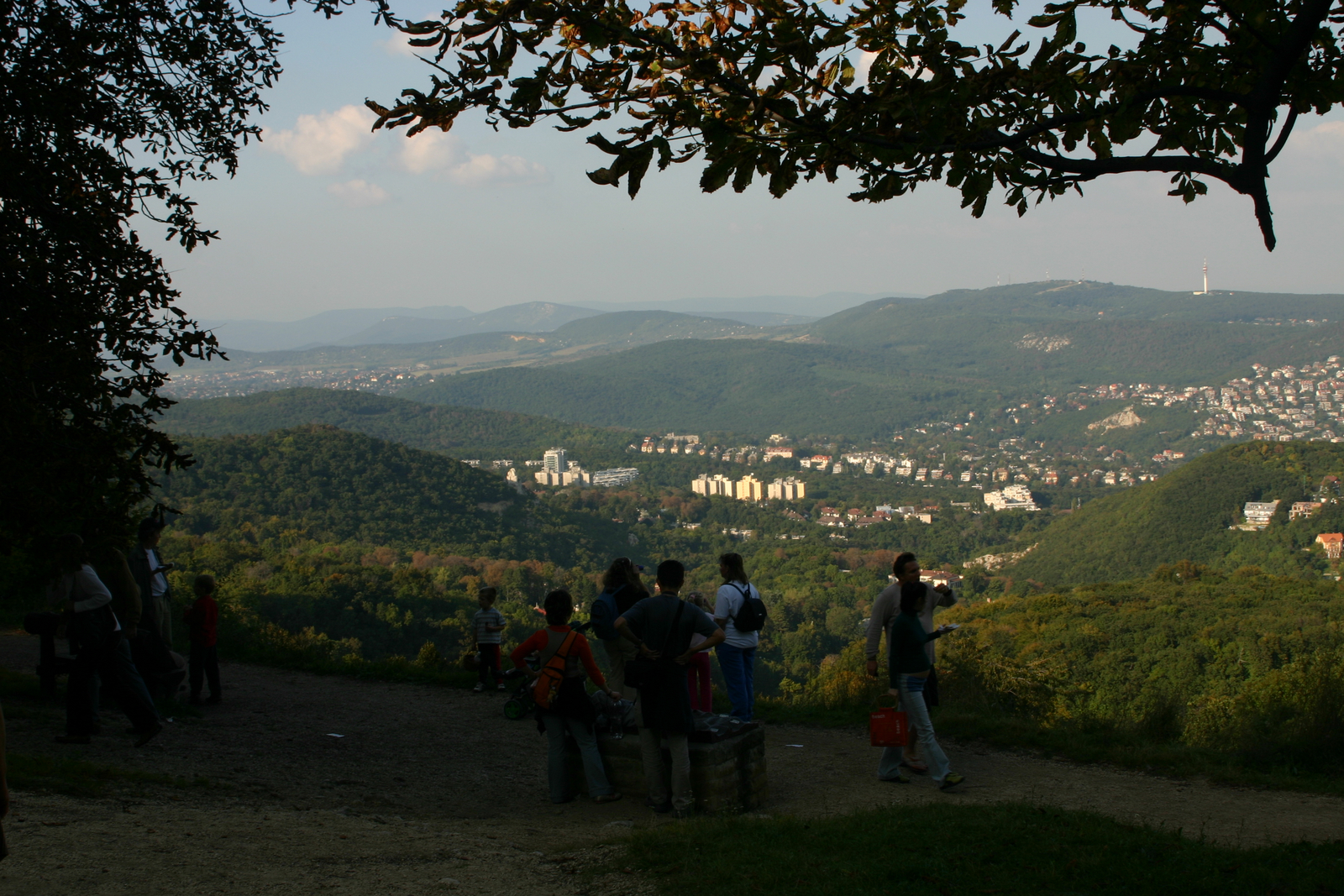
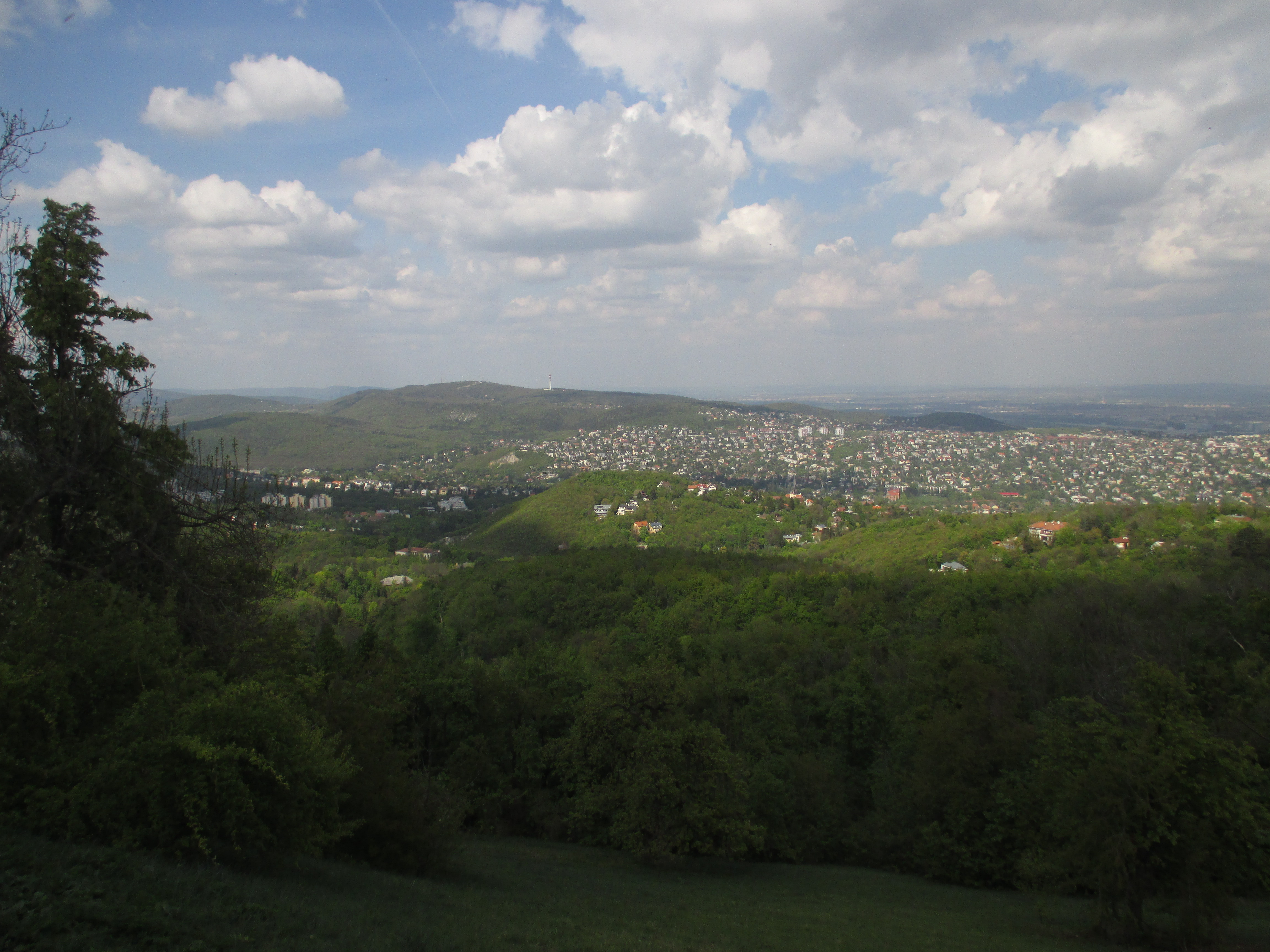
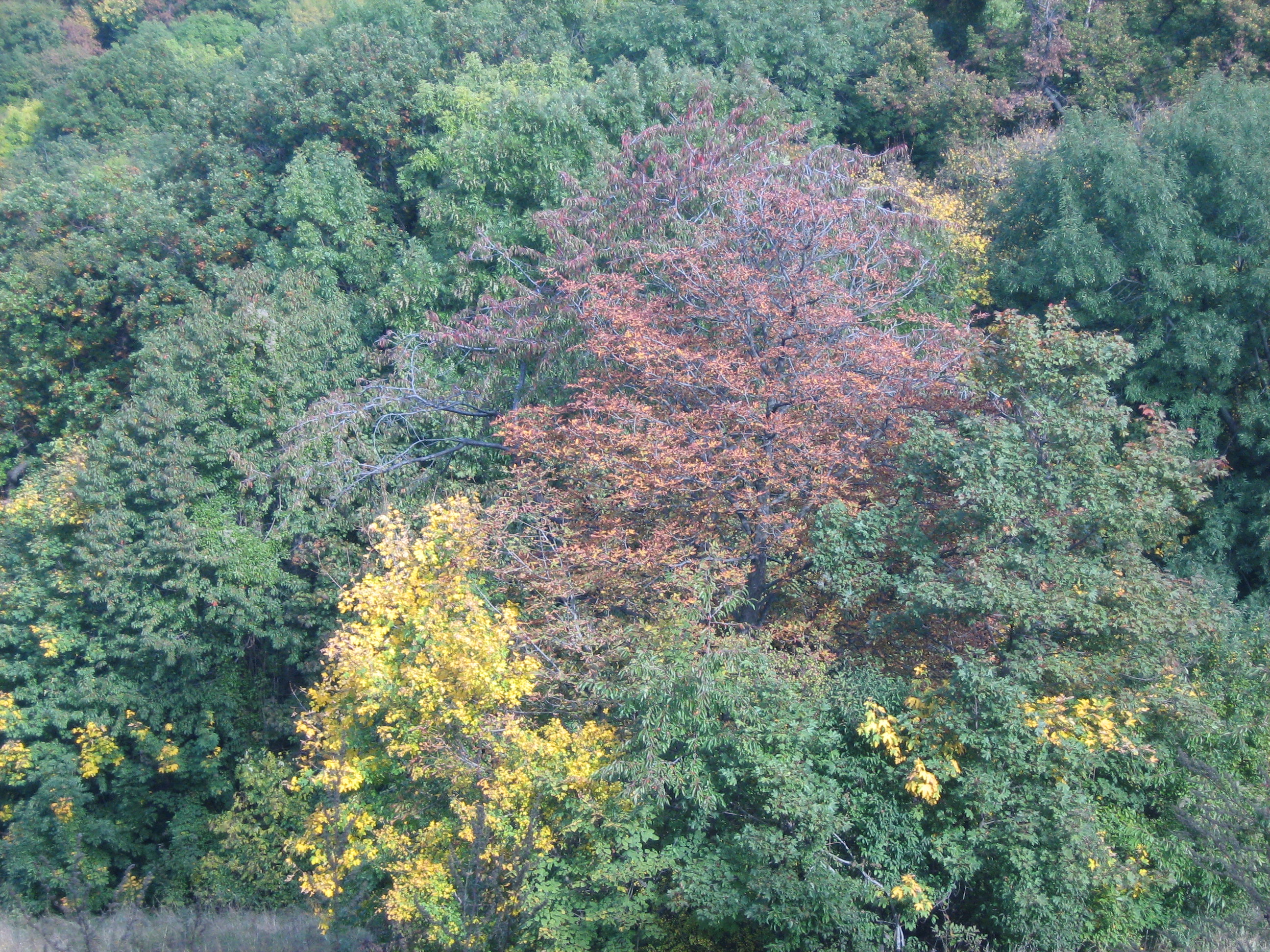
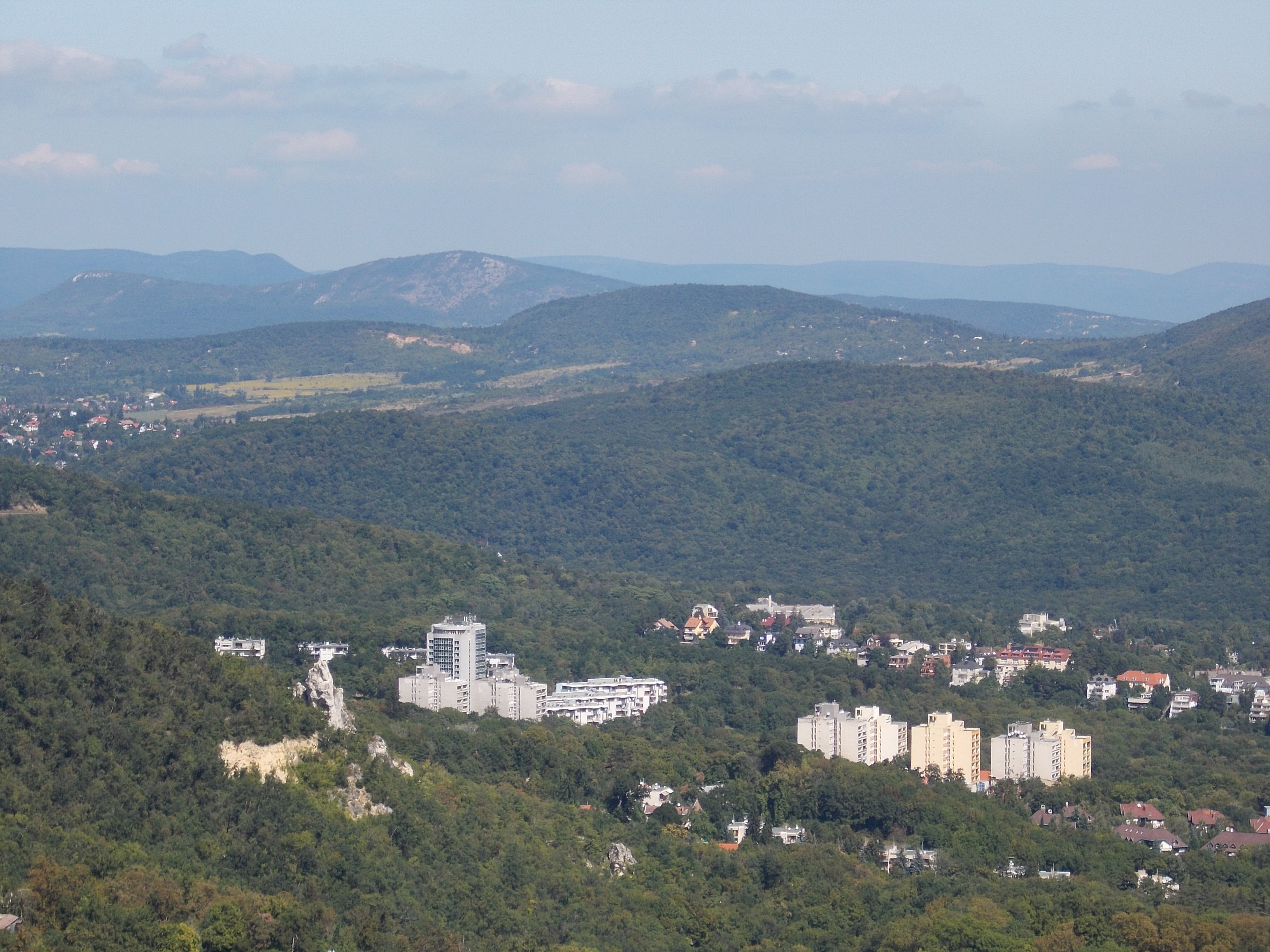

诺玛法俱乐部是诺玛法的一座奢华酒店。